# Nachwahl in Aldershot 1954
Die Nachwahl in Aldershot 1954 war eine Nachwahl zum House of Commons die am 28. Oktober 1954 im Wahlkreis Aldershot stattfand. Sie war nötig geworden, nachdem der amtierende Parlamentarier Oliver Lyttelton als Viscount Chandos in den Adelsstand erhoben wurde und auf den damit verbundenen Sitz im House of Lords wechselte. Die Nachwahl konnte der Kandidat der Conservative Party Eric Errington für sich entscheiden.
| Nachwahl in Aldershot 1954 | Nachwahl in Aldershot 1954       | Nachwahl in Aldershot 1954 | Nachwahl in Aldershot 1954 | Nachwahl in Aldershot 1954 | Nachwahl in Aldershot 1954 |
| Partei                     | Partei                           | Kandidat                   | Stimmen (absolut)          | Stimmen (%)                |                            |
| -------------------------- | -------------------------------- | -------------------------- | -------------------------- | -------------------------- | -------------------------- |
|                            | Conservative                     | Eric Errington             | 19.108                     | 60,1                       |                            |
|                            | Labour                           | W Cuthbertson              | 12.701                     | 39,9                       |                            |
| Mehrheit                   | Mehrheit                         | Mehrheit                   | 6.407                      | 20,1                       |                            |
| Wahlbeteiligung            | Wahlbeteiligung                  | Wahlbeteiligung            | 31.809                     | 58,7                       |                            |
|                            | Sitz verteidigt von Conservative |                            |                            |                            |                            |